# نجيب حلبي
نجيب إلياس حلبي، 1915-2003، كان رجل أعمال سوري بارز في الولايات المتحدة ومسؤول حكومي وطيار، وهو والد الملكة نور الحسين زوجة الملك الحسين بن طلال.

## حياته ونسبه
ولد نجيب حلبي في دالاس تكساس. كان والده نجيب حلبي الأب (17 آذار 1878 - 16 كانون الأول 1928) سوري مسيحي، هاجر إلى الولايات المتحدة من سوريا عام 1891. كان جده لأبيه أمين الصندوق في المقاطعة أو قاضياً في سوريا العثمانية.
وقد هاجر إلى الولايات المتحدة عام 1891. عمل والده في التجارة كمستورد، ثم وسيط في قطاع النفط. في منتصف العشرينيات من القرن العشرين، افتتح والد حلبي «معارض حلبي» وهو معرض للسجاد ومحلاً للتصميم الداخلي، في نيمان ماركوس في دالاس، وأداره بمساعدة زوجته لورا ويلكنز (1889-1987). توفي بعد ذلك بفترة بسيطة، فلم تعد لورا قادرة على الاستمرار في المشروع الجديد. تزوجت لورا بعد وفاة حلبي الأب من أوربان كوين، لكنهما انفصلا في نهاية المطاف. كان جد حلبي لأمه هو جون توماس ويلكنز الذي خدم في وحدة تينيسي فرقة الفرسان السابعة إبان الحرب الأهلية الأمريكية.

## الحياة الشخصية
تزوج نجيب حلبي ثلاث مرات. فقد تزوج دوريس كارلكويست في واشنطن العاصمة في 24 كانون الأول 1945، وطلقها عام 1977. كان لهما 3 أولاد، نور الحسين التي أصبحت عقيلة ملك الأردن بعد زواجها من الحسين بن طلال عام 1978، وكريستيان وأليكسا.
وقد تزوج من جين أليسون كوتيس من 1980 حتى وفاتها عام 1996. وتزوج من ليبي أندرسون كاتير منذ 1997 حتى وفاته عام 2003 عن عمر ناهز 87 عاماً.

## عمله
تخرج من مدرسة ليلاناو وهي مدرسة داخلية في بلدة غلين أربور (ميشيغان) في ميشيغان. وقد تخرج من جامعة ستانفورد عام 1937، ومن كلية ييل للحقوق عام 1949، خدم في بحرية الولايات المتحدة كطيار تجريبي في الحرب العالمية الثانية. في الأول من أيار (مايو) 1945، دخل حلبي التاريخ بإنجاز أول طيران عابر للقارات في تاريخ الولايات المتحدة، حيث أقلع من ماروك أيه إف بي كاليفورنيا وهبط في بانوكسينت ماريلاند في 5 ساعات و40 دقيقة.
بعد الحرب، خدم كمستشار طيران مدني من وزارة الخارجية الأمريكية للملك عبد العزيز بن عبد الرحمن بن فيصل آل سعود وساعده في تطوير الخطوط السعودية. ثم عمل كمساعد لوزير الدفاع جيمس فورستال في أواخر عقد الأربعينيات، وساعد باول نيتز في كتابة NSC 68.
التحق بمكتب عائلة لورنس روكفيلير عام 1953 لمراجعة الاستثمارات في مجال الطيران المدني.
من 1961 حتى 1965، عينه الرئيس جون كينيدي في منصب مدير ثانٍ في إدارة الطيران الفيدرالية. كان حلبي من المنادين لإنشاء وزارة النقل الأمريكية والتي أنشأت في عهد ليندون جونسون. من 1969 حتى 1972، شغل منصب الرئيس التنفيذي ورئيس مجلس الإدارة في خطوط بان أمريكان العالمية. وقد كان حاضراً في تدشين أول طائرة بوينغ 747.